# Economía de Dominica
La economía de Dominica depende principalmente de los Servicios Financieros Offshore. El crecimiento de su industria de servicios financieros offshore deriva de un proceso gubernamental en donde se han realizado cambios estructurales con la finalidad de diversificar sus fuentes de ingreso, el gobierno busca promover activamente la isla como centro bancario internacional, y recientemente firmó un acuerdo con la Unión Europea con la finalidad de explorar sus potenciales de energía geotérmica.
Aunque anteriormente dependía en gran medida de la agricultura - especialmente banana - sus medios de ingreso se han diversificado, Su segunda fuente de ingreso es el turismo, en especial el ecoturismo. 
El 2003 el gobierno comenzó una extensa reestructuración de la economía, con la eliminación del control de precios, privatización del sector bananero, y aumento de impuestos, con miras a enfrentar una crisis económica y atender las recomendaciones del Fondo Monetario Internacional. Esta reestructuración permitió la recuperación económica - en 2006 el crecimiento ultrapasó los dos dígitos - y ayudó a reducir la deuda pública.

## Servicios Financieros Offshore
Dominica se está consolidado como uno de los principales centros financieros offshore a nivel internacional. Los sectores más importantes son; La banca offshore, la formación de empresas offshore, y el otorgamiento de servicios de inversión, la financiación estructurada entre otros.
La regulación y supervisión de la industria de servicios financieros se encuentra dentro de las atribuciones del Banco del Caribe del Este Eastern Caribbean Central Bank y es responsabilidad en específico de la Autoridad Monetaria de Dominica (Financial Service Unit) Dependiente del Ministerio de Finanzas.
Debido a la facilidad para poner en funcionamiento empresas offshore sin la necesidad de acudir físicamente, Dominica se está volviendo uno de los centros offshore más grandes del mundo.
Una de las razones por las cuales Dominica está creciendo como uno de los más grandes centros financieros extraterritoriales offshore ha sido la concentración de algunos de los más importantes proveedores de servicios financieros del mundo. Estos incluyen bancos comerciales, de inversión y entidades financieras globales tales como Scotiabank, Royal Bank of Canada, The Cathedral Investment Bank, Agricultural Industrial and Development Bank, así como el Interoceanic Bank of the Caribbean; 
A partir de mediados y finales de 1990 los centros financieros extraterritoriales, como Dominica, fueron objeto de una creciente presión de la OCDE relacionados con sus regímenes fiscales supuestamente perjudiciales para el entorno global, donde la OCDE deseaba impedir que los regímenes que favorecían las bajas tasas impositivas tuviesen ventajas frente al mercado onshore
La OCDE amenazó con colocar a Dominica y otros paraísos fiscales en una lista negra y la imposición de sanciones contra ellos. Sin embargo, Dominica logró evitar ser colocadas en dicha lista comprometiéndose a realizar una reforma normativa para mejorar la transparencia y empezar a intercambiar información con los países miembros de la OCDE acerca de sus ciudadanos. Sin embargo los requerimientos de confidencialidad bancaria permanecen siendo algunos de los más estrictos en el Mundo.
Debido a sus elevados niveles de secretismo financiero y bancario, Dominica había aparecido previamente en la lista negra del GAFI en 2000.
Actualmente Dominica no figura en ninguna lista negra y ha logrado adaptarse a los astringentes cambios regulatorios del mercado global para mejorar la transparencia de la información financiera.

## Datos básicos de Dominica (2001-2002)
- PIB - Producto Interior Bruto (2002): 267 millones de $ USA.
- Paridad de poder adquisitivo (2001): N.D.
- PIB - Per cápita (2002): 3.730 $ USA.
- Paridad del poder adquisitivo Per cápita (2001): N.D.
- Inflación media anual: 2%.
- Deuda externa aprox. (2001): 152 millones de $ USA.
- Reservas (2002): 36 millones de $ USA.
- Importaciones (2001): 131 millones de $ USA.

- Principales países proveedores: Estados Unidos, Trinidad y Tobago y Reino Unido.
- Principales productos de importación: Maquinaria, petróleo y Bienes de consumo.

- Exportaciones (2001): 44 millones de $ USA.

- Principales países clientes: Jamaica, Reino Unido y Antigua y Barbuda.
- Principales productos de exportación: Productos agrícolas.

Estructura del PIB en 1999:
Distribución por sectores económicos del PIB total:
Agricultura, Silvicultura y Pesca: 33%.
Industria: 22%.
Industrias manufactureras y minería: N.D.
Servicios: 45%.
- Población activa: N.D.
- Tasa de desempleo (2001): N.D.
- Población por debajo del nivel de pobreza: N.D.

- (N.D.): No disponible.